# Darren Ward (football)
Pour les articles homonymes, voir Ward.
Darren Philip Ward (né le 13 septembre 1978 à Kenton, Londres) est un ancien footballeur anglais.

## Carrière en club
Le 4 janvier 2013, après avoir été prêté 4 mois au club de Swindon Town, il y est définitivement transféré et y signe un contrat de 18 mois.
Le 8 novembre 2015, il rejoint Yeovil Town.